# Gmina Ringsted
Gmina Ringsted (duń. Ringsted Kommune) – jedna z duńskich gmin w regionie Zelandia (do 2007 r. w okręgu zachodniej Zelandii (Vestsjællands Amt)). 
Siedzibą władz gminy jest Ringsted. 
Gmina Ringsted została utworzona 1 kwietnia 1970 na mocy reformy podziału administracyjnego Danii. Kolejna reforma w 2007 r. potwierdziła status gminy.

## Dane liczbowe
- Liczba ludności: (♀ 15 301 + ♂ 15 529) = 30 830
  - wiek 0-6: 9,1%
  - wiek 7-16: 13,5%
  - wiek 17-66: 65,3%
  - wiek 67+: 12,1%
- zagęszczenie ludności: 104,5 osób/km²
- bezrobocie: 4,7% osób w wieku 17-66 lat
- cudzoziemcy z UE, Skandynawii i USA: 83 na 10.000 osób
- cudzoziemcy z krajów Trzeciego Świata: 355 na 10.000 osób
- liczba szkół podstawowych: 13 (liczba klas: 185)